# Мейер, Теофил Фёдорович
Теофи́л Фёдорович Ме́йер (нем. Alexander Theophil Meyer, 5 мая 1865, Аллендорф — 28 апреля 1934, Москва) — лютеранский епископ, президент Высшего церковного совета Евангелическо-лютеранской церкви в России, почётный доктор теологии Лейпцигского университета (1927).

## Биография
Родился 5 мая 1865 года в Аллендорфе в семье лютеранского пастора Фридриха Мейера и Матильды Мейер, урождённой Фраас (Fraas). В 1879—1884 годах учился в гимназии в Пернове, в 1885—1889 годах изучал теологию в Дерптском университете. В 1889—1890 одновременно стажировался в приходе в Нейзаце (Крым) и преподавал в немецкой Центральной школе.
В 1890 году был назначен пастором в Арцизе, Бессарабская губерния. В 1898 году переведён в приход Николаева, где также был директором немецкого евангелического Библейского общества. С 1911 года — пастор кафедрального собора свв. Петра и Павла в Москве.
Будучи свидетелем событий 1917 года, Мейер писал:
 «Государственный переворот в марте 1917 года должен был принести освобождение всем тем, кто подвергался преследованиям при царском правительстве. Сначала казалось, что в свободной теперь России с благословения нового времени это затронет также Лютеранскую церковь и её служителей. Тюрьмы открывались и для арестованных пасторов, сосланные возвращались на родину. Но только малая часть из них смогла вернуться назад в свои общины, так как так же, как и при старом режиме, им не доверяли теперь новые власти».
После революции 1917 года фактически взял на себя руководство Московской консисторией. В начале 1920 года под руководством Мейера приходами Москвы принят проект церковной конституции «Temporäre Bestimmungen über die Selbstverwaltung der evangelisch-lutherischen Gemeinden in Rußland» («Временные постановления о самоуправлении евангелическо-лютеранских общин в России»), предусматривающий объединение лютеранских приходов всей страны. 22 июня 1920 года на заседании московских общин при участии высшего церковного руководства выбран генеральным суперинтендантом Московской евангелическо-лютеранской консистории, а с осени того же года должность будет именоваться как президент Московского Высшего церковного совета. Вел активную деятельность по воссоединению лютеранских приходов Московской консистории.

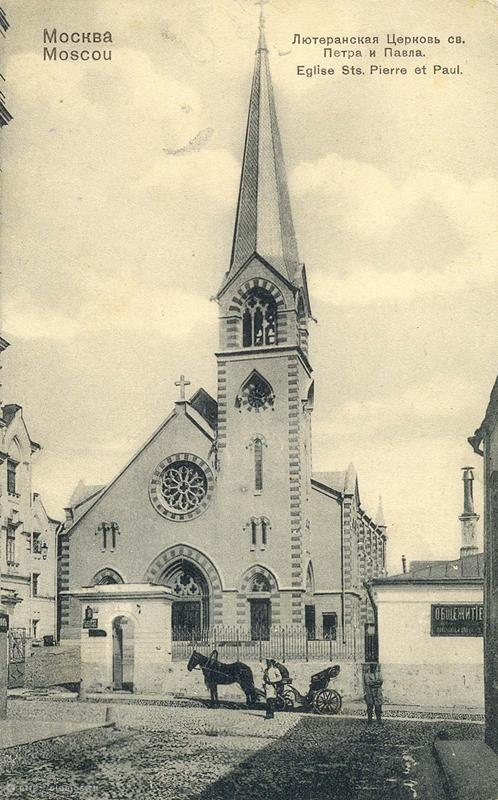
Собор Святых Петра и Павла в Москве. Открытка нач. XX в.

В 1923 году участвовал в I Всемирном Лютеранском Конгрессе в Айзенахе, где выступил с докладом «Наследие Лютера в России». В том же году, после смерти церковного главы епископа Конрада Фрейфельда, функции руководства церковью фактически были поделены между Теофилом Мейером и Артуром Мальмгреном, стремление к единоличному управлению которых привело к противоречиям и разногласиям между ними. На Генеральном Синоде Евангелическо-лютеранской церкви СССР, который проходил с 21 по 26 июля 1924 года в Кафедральном соборе свв. Петра и Павла в Москве, выступил с докладом «Вероисповедание нашей Церкви» и был избран президентом Высшего церковного совета. Под руководством Мейера была принята конституция Церкви, в соответствии с которой уравнивались права глав обеих консисторий: ленинградской (епископ А. Мальмгрен) и московской. В соответствии с этой конституцией, Епископ Мейер отвечал за представительство Церкви в государственных органах власти и контролировал деятельность синодальных советов, не относившихся к компетенции епископа А. Мальмгрена. Выборы сразу двух равноправных епископов устранили единоличные претензии на власть обоих церковных глав, разграничив их обязанности. Интродукция обоих выбранных епископов торжественно прошла в последний день работы Генерального Синода.
С целью преодоления церковного раскола на протяжении 1920-х годов совершил ряд поездок по России, а также в Среднюю Азию и Закавказье. Руководство церкви принимало всё возможное, чтобы замедлить церковный раскол и возродить единую организацию, но этому всячески препятствовали неблагоприятные факторы — политика правительства, антирелигиозные мероприятия и законодательство.
За многолетний труд на благо лютеранской церкви в России теологический факультет Лейпцигского университета присвоил епископу в 1927 году почётное звание доктора теологии. В мае того же года Мейер перенес инфаркт и по состоянию здоровья в течение полугода не мог вести активной деятельности. В 1928—1934 годах был пастором церкви св. Михаила в Москве. Умер 28 апреля 1934 года, похоронен на Немецком кладбище; могила утрачена. После смерти епископа Мейера в 1934 году оба церковных округа возглавил епископ Артур Мальмгрен.